# 歐陽慧心
歐陽慧心（AU YEUNG Wai Sum，1984年10月16日—），香港劍擊運動員。畢業於香港理工大學市場學工商管理學系。

## 簡歷
2006年，代表中國香港參加多哈亞運會擊劍比賽，伙拍徐韻怡、周梓淇和鮑明慧取得女子佩劍團體銅牌。
2010年，代表中國香港參加廣州亞運會擊劍比賽，伙拍歐倩瑩和林衍蕙取得女子佩劍團體銅牌。